# Comuna Selnica ob Dravi
Selnica ob Dravi (Občina Selnica ob Dravi) este o comună din Slovenia, cu o populație de 4.587 de locuitori (2002).

## Localități
Črešnjevec ob Dravi, Fala, Gradišče na Kozjaku, Janževa Gora, Selnica ob Dravi, Spodnja Selnica, Spodnji Boč, Spodnji Slemen, Sv. Duh na Ostrem Vrhu, Veliki Boč, Vurmat, Zgornja Selnica, Zgornji Boč, Zgornji Slemen